# جيمس مكورت (كاتب)
جيمس مكورت (بالإنجليزية: James McCourt)‏ (1941، نيويورك في الولايات المتحدة)؛ روائي أمريكي.